# Amaia López de Munain
Zuriñe Amaia López de Munain (Vitoria, 17 de julio de 1972) es una licenciada en periodismo y reportera española en zonas de conflicto. Trabajó en varias agencias de comunicación y colaboró con distintos medios internacionales como corresponsal en países del norte de África y el Oriente Medio.

## Trabajo periodístico
Se especializa en Derechos Humanos y redacta sus artículos desde la perspectiva de las víctimas procurando dejar de lado las cuestiones políticas. Los periodistas que han trabajado con ella la definen como una periodista comprometida con cualquiera de las causas que cubre.
Destaca su labor como reportera durante la revolución marfileña, en la pasada guerra de Libia y su contribución con las tribus Koi-Shan de Angola y los amaziges libios.
En 2011 fue detenida durante varias horas por el ejército israelí tras increparles su trato hacia los habitantes de Gaza.[cita requerida]